# Michel Nerval
Pour les articles homonymes, voir Nerval (homonymie).
Michel Nerval (de son vrai nom Michel Gray) est un réalisateur français né le 14 décembre 1945 à Menzel Bourguiba (anciennement Ferryville) en Tunisie et mort le 31 juillet 2009 à Chevilly-Larue.

## Filmographie
- 1980 : Les Borsalini avec Jean Lefebvre, Darry Cowl, Robert Castel
- 1981 : Le bahut va craquer avec Michel Galabru, Claude Jade, Darry Cowl
- 1983 : Sandy avec Michel Galabru, Luis Rego, Henri Guybet
- 1989 : Sans défense avec Michel Galabru, Pascale Petit, Catherine Leprince